# Deepest Purple: The Very Best of Deep Purple
Deepest Purple: The Very Best of Deep Purple (рус. Темнейший фиолетовый: самое лучшее из Deep Purple) — сборник британской рок-группы Deep Purple, вышедший в 1980 году. В 2010 году было выпущено его новое издание на CD и DVD (30th Anniversary Edition, рус. Издание к тридцатилетнему юбилею).

## Список композиций
Слова и музыка всех песен — написаны Ричи Блэкмором, Иэном Гилланом, Роджером Гловером, Джоном Лордом и Иэном Пейсом, за исключением отдельно отмеченных.
| №  | Название                | Длительность |
| -- | ----------------------- | ------------ |
| 1. | «Black Night»           | 3:28         |
| 2. | «Speed King»            | 5:04         |
| 3. | «Fireball»              | 3:25         |
| 4. | «Strange Kind of Woman» | 3:52         |
| 5. | «Child in Time»         | 10:20        |
| 6. | «Woman from Tokyo»      | 5:51         |

| №   | Название                                                                | Длительность |
| --- | ----------------------------------------------------------------------- | ------------ |
| 7.  | «Highway Star»                                                          | 6:07         |
| 8.  | «Space Truckin’»                                                        | 4:33         |
| 9.  | «Burn» (Ричи Блэкмор, Дэвид Ковердэйл, Гленн Хьюз, Джон Лорд, Иэн Пейс) | 6:02         |
| 10. | «Stormbringer» (Ричи Блэкмор, Дэвид Ковердэйл)                          | 4:06         |
| 11. | «Demon’s Eye»                                                           | 5:22         |
| 12. | «Smoke on the Water»                                                    | 5:40         |

## Композиции 30th Anniversary Edition CD
1. Black Night (обновлённая цифровая версия 2002 года)
2. Speed King (обновлённая цифровая версия 2010 года)
3. Fireball (обновлённая цифровая версия 1996 года)
4. Hush (написана Джо Саутом. Обновлённая цифровая версия 1998 года)
5. Strange Kind of Woman (обновлённая цифровая версия 2002 года)
6. Child in Time (обновлённая цифровая версия 1995 года)
7. When A Blind Man Cries (ремикс 1997 года)
8. Woman from Tokyo (обновлённая цифровая версия 2000 года)
9. Highway Star (обновлённая цифровая версия 1997 года)
10. Space Truckin’ (обновлённая цифровая версия 1997 года)
11. Burn (написана Ричи Блэкмором, Дэвидом Ковердэйлом, Гленном Хьюзом, Джоном Лордом и Иэном Пейсом. Обновлённая цифровая версия 2004 года)
12. Stormbringer (написана Ричи Блэкмором и Дэвидом Ковердэйлом. Обновлённая цифровая версия 2009 года)
13. Soldier of Fortune (написана Ричи Блэкмором и Дэвидом Ковердэйлом. Обновлённая цифровая версия 2009 года)
14. Demon’s Eye (обновлённая цифровая версия 1996 года)
15. You Keep On Moving (написана Дэвидом Ковердэйлом и Гленном Хьюзом. Обновлённая цифровая версия 2002 года)
16. Smoke on the Water (обновлённая цифровая версия 2002 года)

## Содержание 30th Anniversary Edition DVD
1. Джон Лорд о песне «Hush»
2. «Hush»
3. Джон Лорд о первом приезде Deep Purple в США
4. Джон Лорд о выступлении группы на немецком телевидении
5. «Speed King» (исполнение на немецком телешоу Vicky Leandros, 1970)
6. Джон Лорд о написании песни «Child in Time»
7. «Child in Time» (новая версия клипа)
8. Джон Лорд о значении «Child in Time»
9. Джон Лорд о записи «Black Night»
10. «Black Night» (клип 1970 года)
11. Джон Лорд о песне «Fireball»
12. «Fireball» (выступление на Disco ZDF, 1971)
13. Джон Лорд об альбоме Fireball
14. Джон Лорд о написании «Strange Kind Of Woman»
15. «Strange Kind Of Woman» (Top Of The Pops, BBC, 1971)
16. Джон Лорд о песне «Demon’s Eye»
17. «Demon’s Eye» (Music Today, RBB Berlin)
18. Джон Лорд о песне «Highway Star»
19. «Highway Star» (Beat Club, 1971)
20. Джон Лорд о песне «Never Before»
21. «Never Before» (клип 1970-х годов)
22. Джон Лорд о песне «Smoke On The Water» и истории её написания
23. «Smoke on the Water» (Университет Хофстра, 1973)
24. Джон Лорд о синглах, вошедших в сборник
25. Джон Лорд о песне «Woman From Tokyo»
26. «Woman From Tokyo» (новая версия клипа)
27. «Made in Japan» / «Space Truckin'» (новая версия клипа)
28. Джон Лорд о песне «Burn»
29. «Burn» (Лондон, 1974)
30. Джон Лорд о песне «You Keep On Moving»
31. «You Keep On Moving»
32. Джон Лорд о песне «Stormbringer»
33. «Stormbringer» (новая версия клипа)
34. «You Keep On Moving» (новая версия)

## Участники записи
- Ричи Блэкмор — гитара
- Иэн Гиллан — вокал
- Роджер Гловер — бас-гитара
- Джон Лорд — орган, клавишные, вокал
- Иэн Пейс — ударные
- Род Эванс — вокал
- Ник Симпер — бас-гитара, вокал
- Дэвид Ковердэйл — вокал
- Гленн Хьюз — бас-гитара, вокал
- Томми Болин — гитара

## Чарты

### Альбом
| Чарт            | Год  | Позиция |
| --------------- | ---- | ------- |
| UK Albums Chart | 1980 | 1       |

### Сертификация
| Страна                                                          | Сертификат | Количество продаж |
| --------------------------------------------------------------- | ---------- | ----------------- |
| Австрия                                                         | Золото     | 25000             |
| Германия (Bundesverband Musikindustrie)                         | Золото     | 250000            |
| Великобритания (Британская ассоциация производителей фонограмм) | Золото     | 100000            |
| США (Американская ассоциация звукозаписывающих компаний)        | Платина    | 1000000           |